# Геверсдорф
Ге́версдорф (нем. Geversdorf) — муниципальный район в Германии, земля Нижняя Саксония, район Куксхафен, община Каденберге.
Население составляет 717 человек (на 31 декабря 2010 года). Занимает площадь 21,62 км².
1 ноября 2016 года Кадеберге и соседняя коммуна Геверсдорф объединены в одну с первым названием.

## Герб
Блазонирование: во главе щита изображён серебряный сошник на красном фоне, в нижней части щита — плывущий по волнам корабль с чёрными парусами и красным вымпелом на мачте. Герб символизирует традиционные занятия местных жителей в прошлом — пахота и морская торговля.

## История
Местная мельница XVII века носит название «Неправильная мельница», поскольку её лопасти вращались влево, в отличие от обычного вращения вправо.

## Известные уроженцы
- Франк Хорх (р. 1948) — сенатор экономики, транспорта и инноваций свободного ганзейского города Гамбурга.

## Фотографии

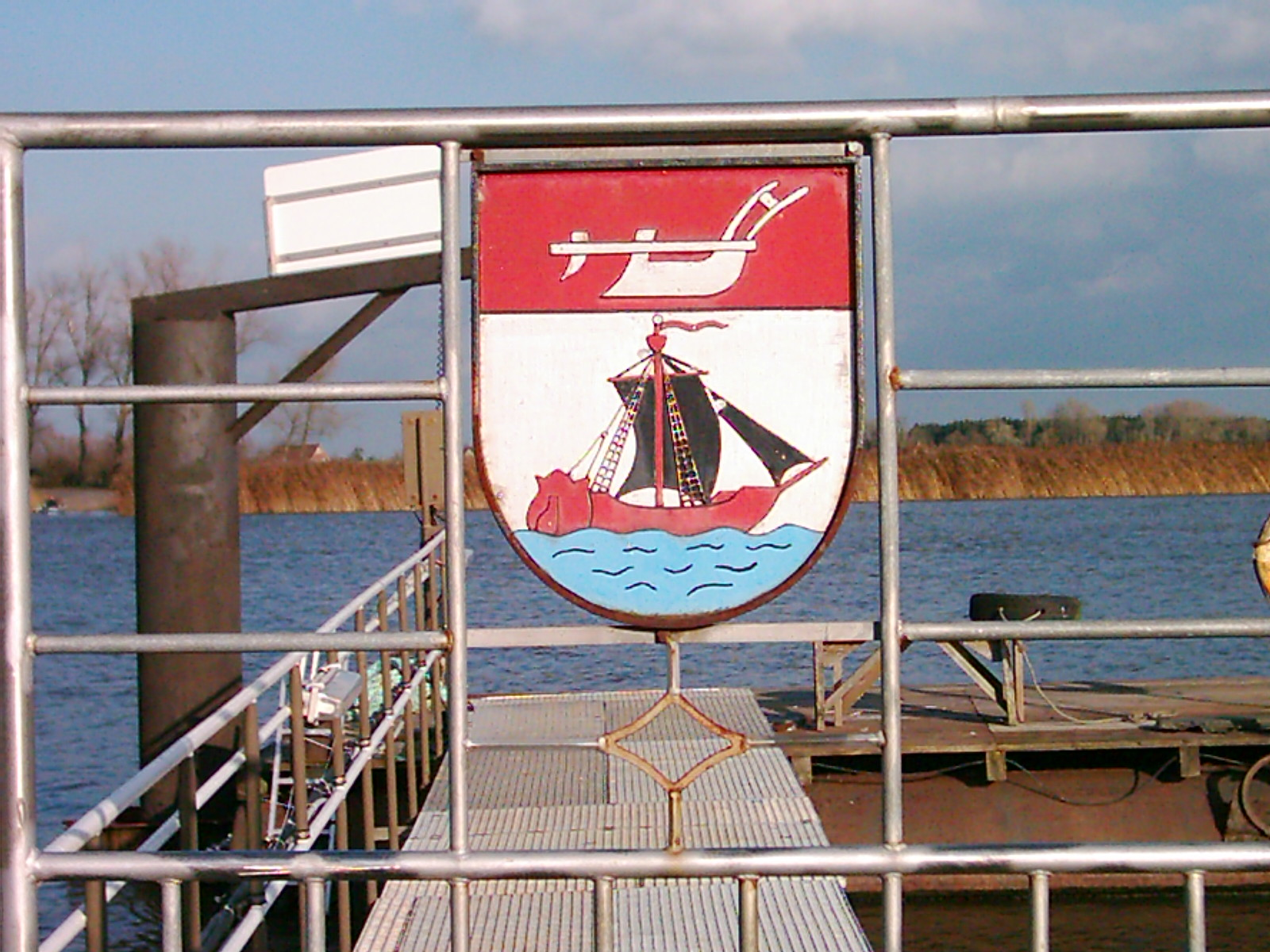
Вид на гавань
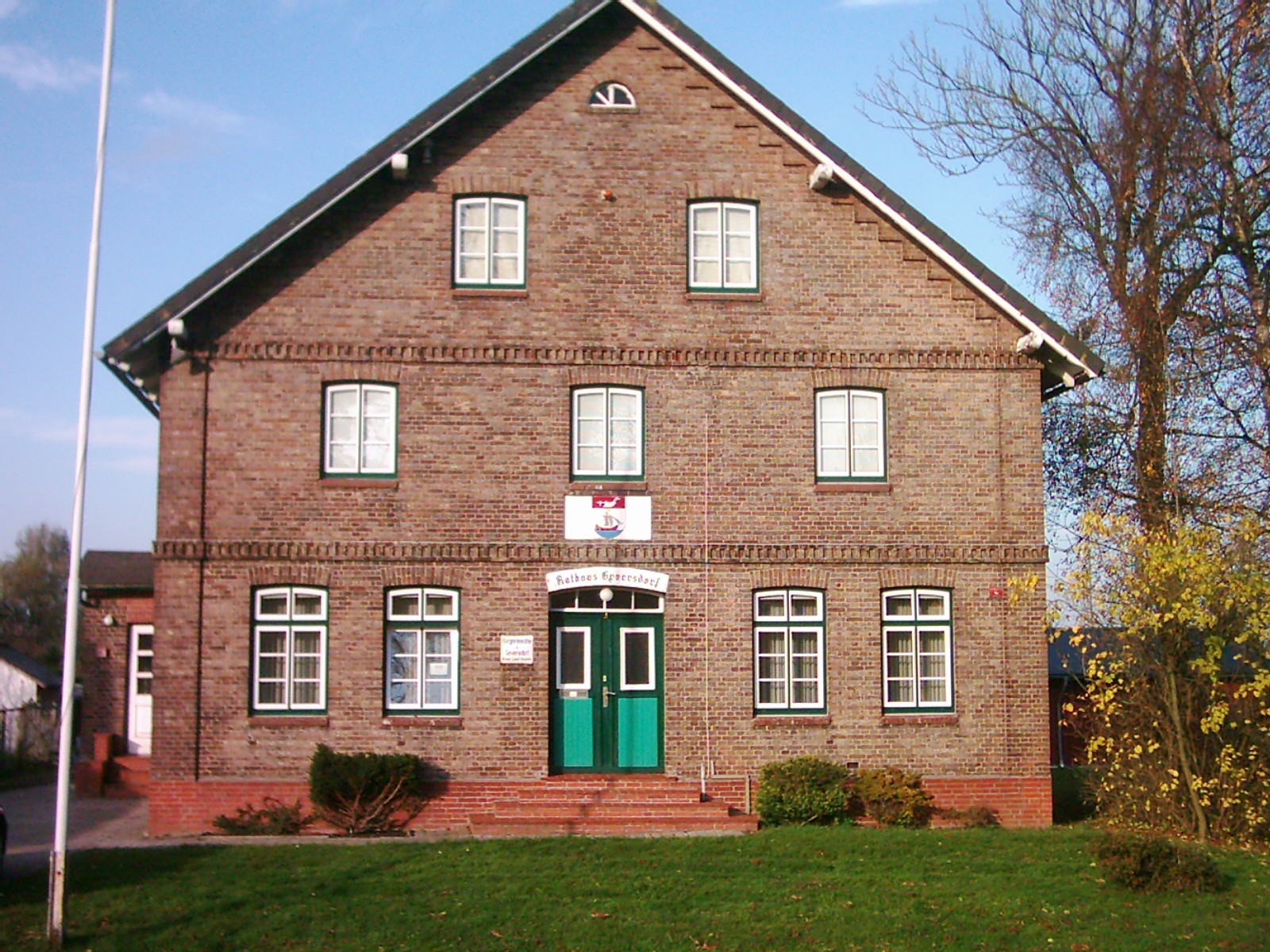
Ратуша и краеведческий музей
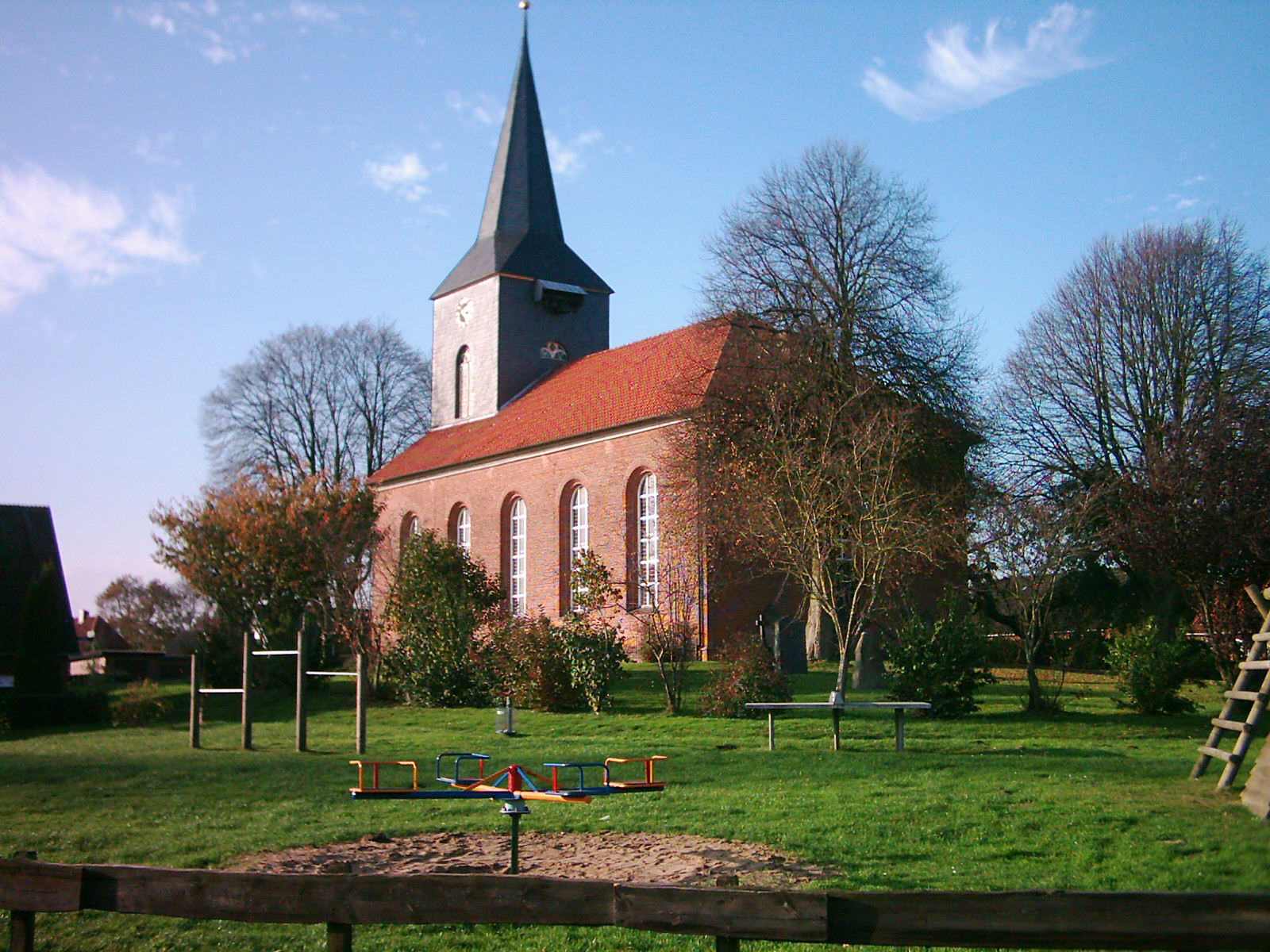
Церковь Св. Андрея
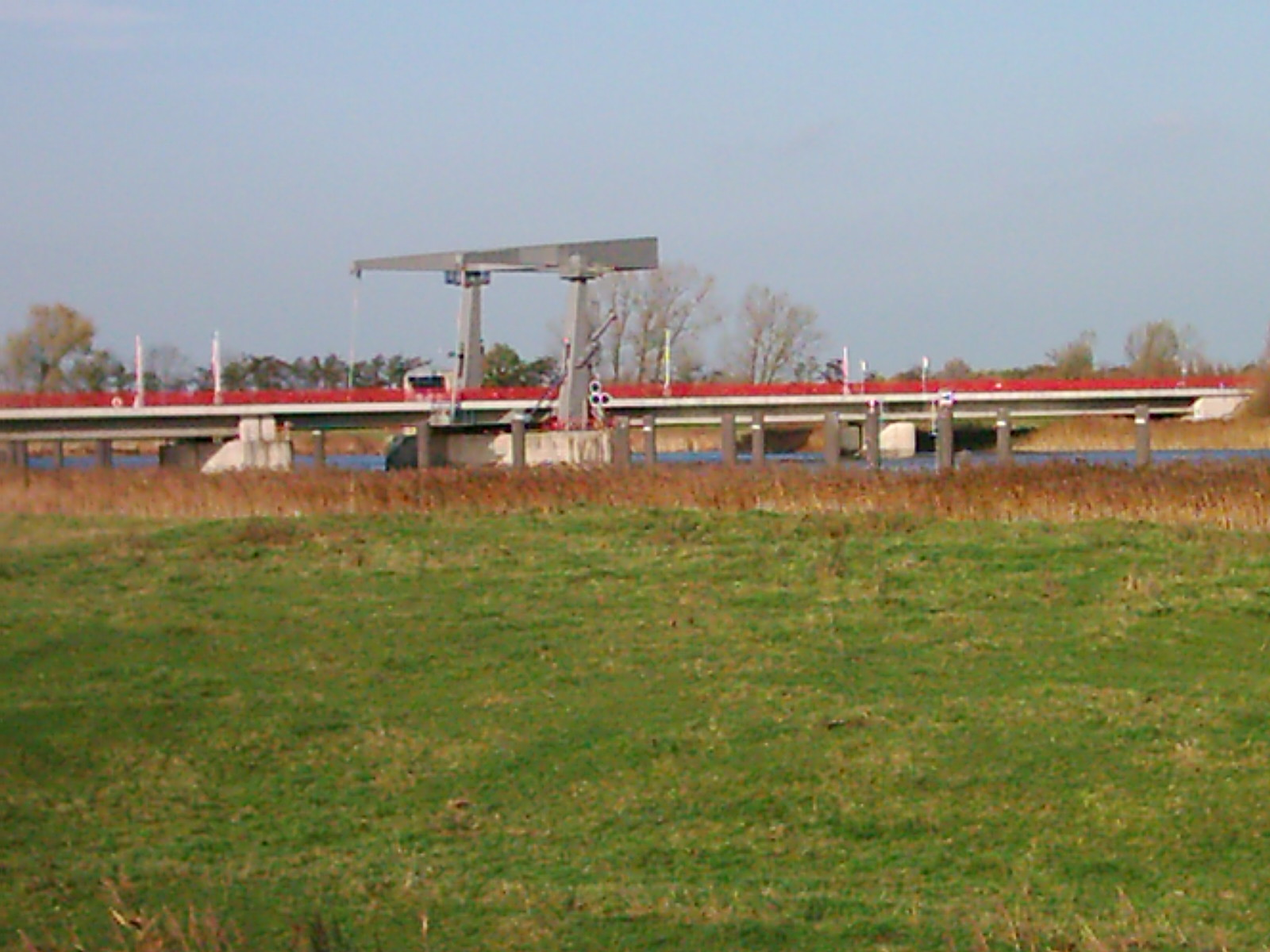
Мост